# Paraseiulus triporus
Paraseiulus triporus är en spindeldjursart som först beskrevs av Chant och Yoshida-Shaul 1982.  Paraseiulus triporus ingår i släktet Paraseiulus och familjen Phytoseiidae. Inga underarter finns listade i Catalogue of Life.